# Alois Baumgartner

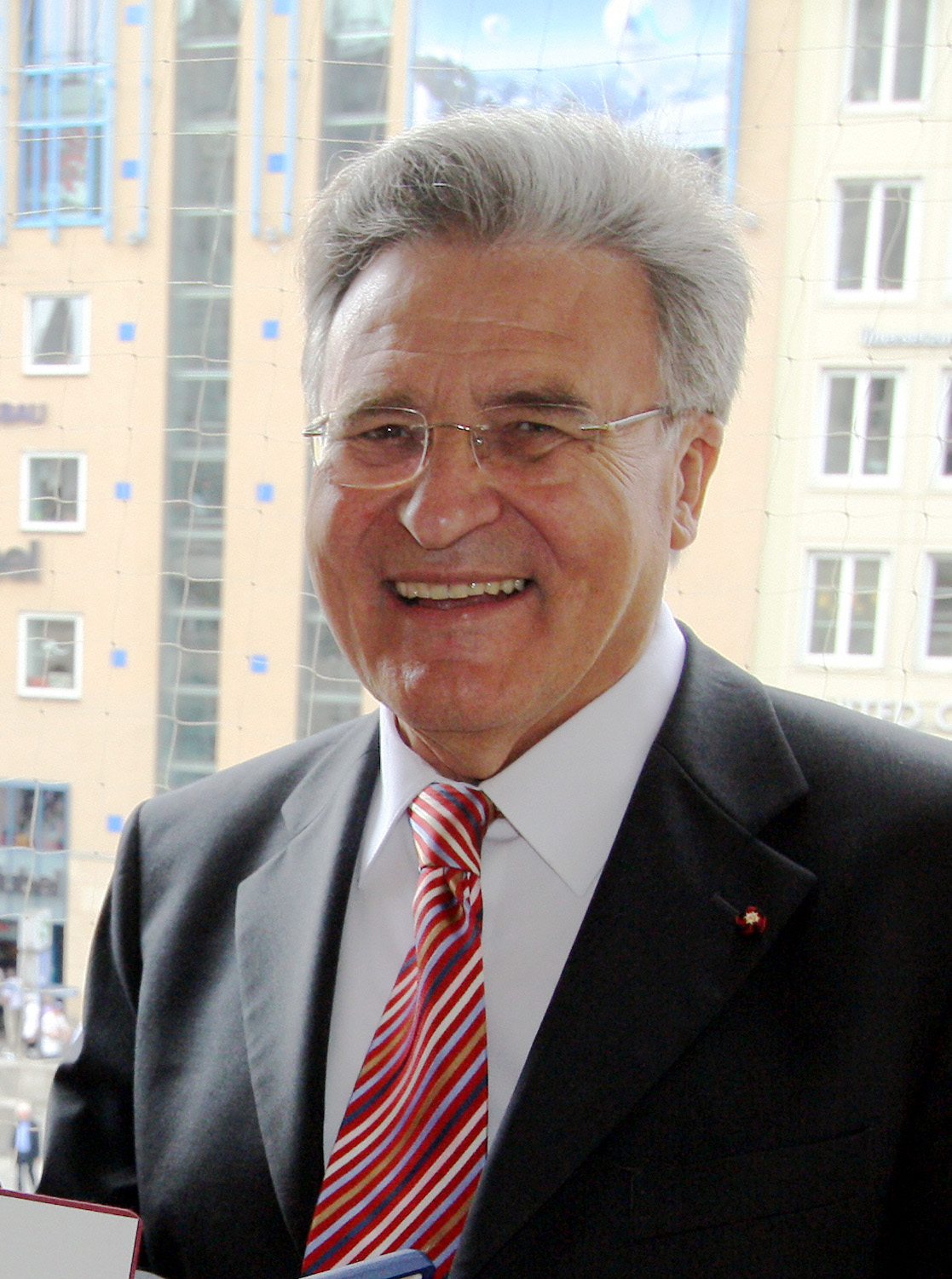
Alois Baumgartner (April 2011)

Alois Baumgartner (* 22. August 1941 in Mühldorf am Inn) ist ein deutscher Theologe. Von 1994 bis zu seiner Emeritierung 2006 hatte er eine Professur für Christliche Sozialethik an der Ludwig-Maximilians-Universität in München inne.

## Leben
Baumgartner studierte in München und Münster Philosophie, Theologie und Volkswirtschaftslehre. Ab 1976 arbeitete er fünf Jahre lang als Assistent am Institut für Moraltheologie und Christliche Sozialethik der Ludwig-Maximilians-Universität München bei Joachim Giers und Wilhelm Korff. Danach war er von 1982 bis 1992 Geschäftsführer des Landeskomitees der Katholiken in Bayern. 1992 erhielt er einen Ruf als Professor für Christliche Soziallehre und Allgemeine Religionssoziologie an die Otto-Friedrich-Universität Bamberg, wo er zwei Jahre lang verblieb. Ab August 1994 war Baumgartner als Professor für Christliche Sozialethik an der LMU München tätig.
Er ist verheiratet und hat zwei Kinder.
Im Mai 2007 zeichnete Papst Benedikt XVI. den inzwischen emeritierten Baumgartner für seine Verdienste um die katholische Kirche und insbesondere für seine Förderung der „Bereitschaft der katholischen Laien zur Ehrenamtlichen Mitarbeit und Mitverantwortung in ihrer Kirche“ mit dem Silvesterorden aus. 1988 wurde Baumgartner in den Päpstlichen Ritterorden vom Heiligen Grab zu Jerusalem aufgenommen bzw. investiert.
Von 1998 bis 2010 war Baumgartner außerdem Vorsitzender des Diözesanrats der Katholiken in der Erzdiözese München und Freising.

## Forschungsschwerpunkt
Seine Forschungsschwerpunkte legt Alois Baumgartner auf Sozialethische Grundsatzfragen, die Ethik der Arbeit und Wirtschaft, die Politische Ethik und die Familienethik.

## Veröffentlichungen (Auswahl)
- Sehnsucht nach Gemeinschaft. Ideen und Strömungen im Sozialkatholizismus der Weimarer Republik. Schöningh, München, Paderborn, Wien 1977, ISBN 978-3-506-70730-7.
- Kirche und Politik im Fokus des Zweiten Vatikanischen Konzils. In: Konrad Hilpert (Hrsg.): Generation Konzil. Zeitzeugen berichten. Herder, Freiburg im Breisgau 2013, ISBN 978-3-451-30916-8, S. 187–201.